# Zoran Puzovic
Zoran Puzovic (Vrbas, Voivodina, Yugoslavia, 16 de diciembre de 1958), fue un jugador de balonmano de la selección de Yugoslavia y de varios clubs de Yugoslavia y España.
Ha sido uno de los jugadores destacados de balonmano en la década de los 80 y 90 de la liga ASOBAL, siendo en dos ocasiones el máximo goleador de la liga.

## Equipos
- RK Crvenka (1977-1986).
- CD Cajamadrid (1986-1991).
- CJ Alcalá (1991-1993).
- BM Toledo (1993-1994).

Catedra 70